# 瓦尔达高架桥

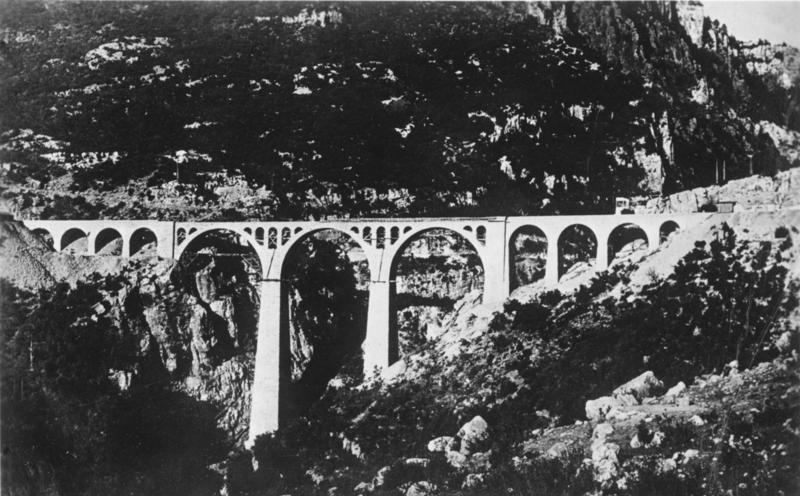

瓦尔达高架桥（土耳其語：Varda Köprüsü）俗称“德国高架桥”（Alman Köprüsü）或“大高架桥”（Koca Köprü），是一座铁路高架桥，长172米、高98米。位于土耳其南部阿达纳省Karaisalı县 Hacıkırı 村，由德国工程师设计和建造，作为巴格达铁路（伊斯坦布尔海达尔帕夏车站 -巴格达)的一部分，距离阿达纳中央车站63公里，距离科尼亚306公里。

## 设计和施工
高架桥的修建与奥斯曼-德国的伊斯坦布尔-巴格达铁路线项目的建设相结合，该项目将柏林与当时属于奥斯曼帝国的巴士拉连接起来，以实现对德国工业的直接石油供应。

路线上最困难的地形是科尼亚和阿达纳之间的托罗斯山脉路段，在12公里的路段，必须在20年内连续挖掘22条隧道。
高架桥由德国德意志银行出资，施工委托给菲利普·霍尔兹曼公司（Philipp Holzmann），这是一家在大型基础设施工程领域具有丰富经验的著名德国建筑公司。设计和工程工作由德国温克勒和希腊-奥斯曼帝国的尼古拉斯·马夫罗戈尔达托负责，他在温克勒去世后成为负责的总工程师。1903年，由德国技术人员和数千名多国工人组成的建筑工人住进在贝莱梅迪克新建立的一个营地，在那里修建了医院、教堂、学校、电影院甚至清真寺等所有必要的设施。1905年开工，1907年主体工程竣工。技术细节于1912年完成。高架桥上的铁路于1916年投入使用。
第一位越过瓦尔达高架桥的奥斯曼帝国高级官员是战争部长恩维尔帕夏（1917年2月18日）。在第一次世界大战结束前不久，这座桥被撤退的德国军队使用。

## 位置
高架桥两端的火车站， Hacıkırı 和 Karaisalı Bucağı,，今天仍在由“安纳托利亚中部蓝色列车”（土耳其語：İç Anadolu Mavi treni）运营。 距离高架桥最近的火车站是 Hacıkırı, 距离约500米。

## 通俗文化
在2012年10月发布的詹姆斯·邦德系列电影《007：大破天幕杀机》中，邦德在瓦尔达高架桥被射杀坠落。